# Johann Georg von Geismar
Johann (Hans) Georg von Geismar (auch Gaißmar, Hans Georg von Geismar; * 15. August 1682; † 1749 in Guthmannshausen) war ein thüringisch-sächsischer Hofbeamter, Staatsmann und Gesandter für Sachsen-Gotha-Altenburg am Immerwährenden Reichstag in Regensburg.

## Herkunft
Johann Georg von Geismar war ein Sohn des Sachsen-Weißenfelsischen Kammerrats, Oberjägermeisters und Oberforstmeisters Hans Dietrich von Geismar (1649–1702) und dessen Ehefrau, einer Tochter des Sachsen-Gothaer Haushofmeisters Georg von Wangenheim.

## Leben
Geismar trat in den Dienst des Herzogs Friedrich II. von Sachsen-Gotha-Altenburg und wurde Hofmeister der herzöglichen Söhne. In der Folge stieg er 1725 auf zum Kreishauptmann zu Eisenberg und zum Wirklichen Geheimen Rat. 1727 wurde er Präsident des Konsistoriums zu Altenburg.
1731 wurde er von Herzog Friedrich II. als Nachfolger des verstorbenen Heinrich Hildebrand von Einsiedel (1658–1731) als Kanzler berufen, und dieses Amt behielt er auch unter dem 1732 seinem Vater folgenden Herzog Friedrich III., dessen Hofmeister er einst gewesen war. 1738 wurde er als Kanzler durch Siegmund Ehrenfried von Oppel (1687–1757) ersetzt und wurde stattdessen von 1738 bis zu seinem Tod 1749 Gothaischer Komitialgesandter beim Immerwährenden Reichstag in Regensburg sowie 1741/42 Gothaischer Gesandter und Generalbevollmächtigter beim Fürstentag zu Offenbach.

## Ehe und Nachkommen

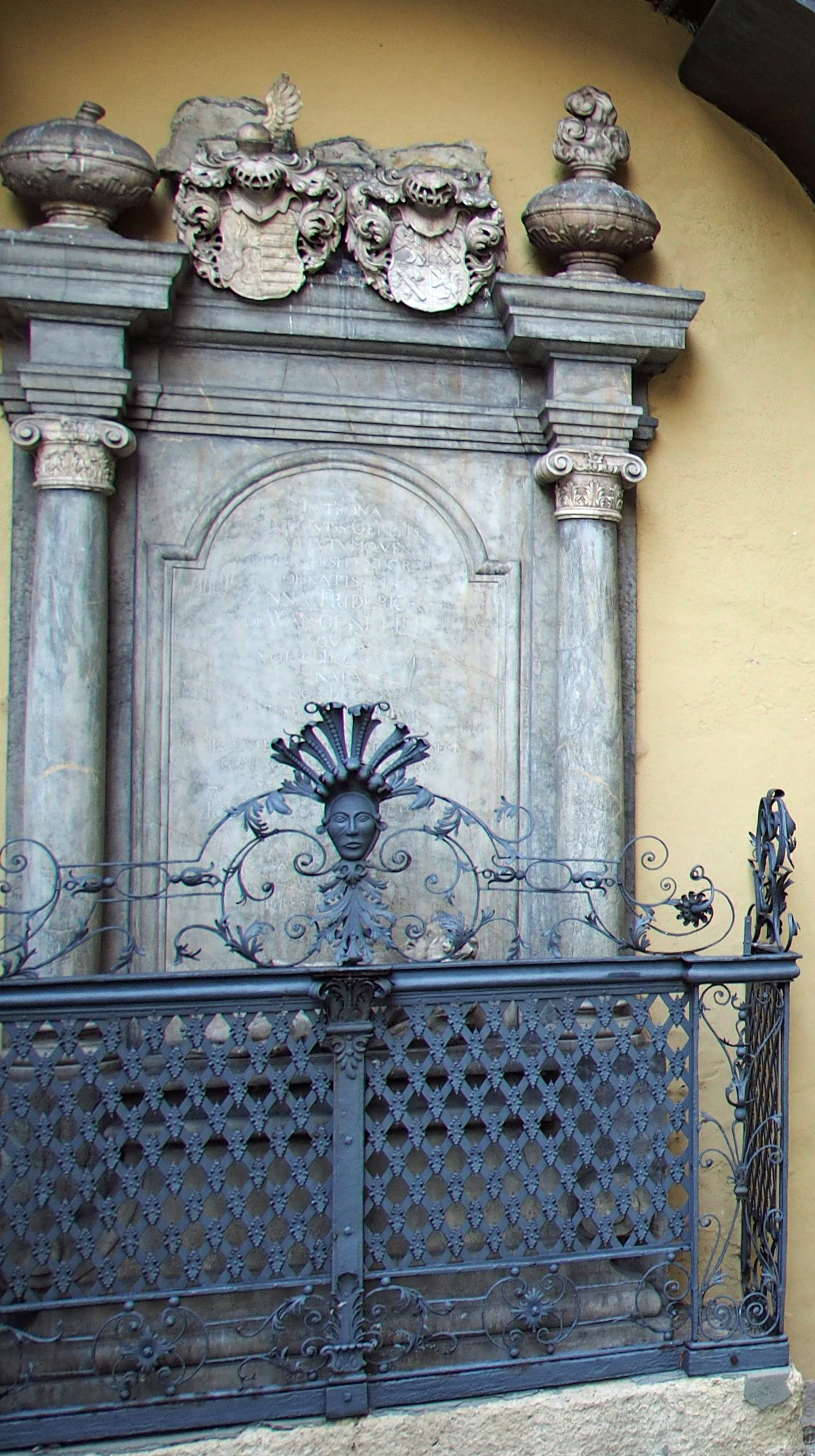
Grabmal Anna Friederike von Geismar geb. von Wangenheim in Regensburg

Geismar war verheiratet mit Anna Friederike geb. von Wangenheim (* 1668; † 1. Sept. 1740 in Regensburg). Das Ehepaar bewohnte ein Haus am Haidplatz an der heutigen Ludwigstraße Für seine Ehefrau existiert ein gut erhaltenes Grabdenkmal mit Schmuckgitter und noch lesbarer lateinischer Inschrift auf dem östlichen Abschnitt des Gesandtenfriedhofs bei der Dreieinigkeitskirche. Laut Inschrift wurde das Denkmal erbaut von Joa. Hin. Paeper aus Frankfurt. In der Inschrift wird die Ehefrau beschrieben als Dame eines alten Geschlechts mit dem Glanz alter Tugenden überaus geziert.
Der Ehe entstammte mindestens eine Tochter:
- Johanna Augusta († 24. Februar 1737 in Altenburg)[7]

Das Begräbnis der Ehefrau ist im Begräbnisverzeichnis eingetragen.